# Germán Gómez
Germán Gómez Gómez (Santander, 5 gennaio 1914 – Madrid, 22 marzo 2004) è stato un calciatore e allenatore di calcio spagnolo.
In attività giocava nel ruolo di centrocampista. 
Con l'Atlético vinse due campionati (1939-1940, 1940-1941) ed una Coppa Eva Duarte.

## Palmarès

### Club

#### Competizioni nazionali
- Campionato spagnolo: 2

Atlético Madrid: 1939-1940, 1940-1941
- Coppa Eva Duarte: 1

Atlético Madrid: 1940
- Segunda División (Spagna): 1

Racing Santander: 1949-1950